# 벨리즈 축구 연맹
벨리즈 축구 연맹(Football Federation of Belize, FFB)은 벨리즈의 축구 협회로써 벨모판에 본부를 두고 있다. 연맹은 연령별 남자 국가대표팀과 여자 국가대표팀, 풋살 국가대표팀을 운영하고 있다. 

## 역사
FFB는 델하트 코트니 J.P., 조지 브라운 경(전 벨리즈 최고법원장), 허버트 브래들리, 다니엘 에드먼드에 의해 창립되었다. 코트니는 초대 회장을 지냈고 1996년에 은퇴했으며, 다른 회장은 라파엘 칼과 닉 폴라드 주니어가 있었다. 말론 킬렌은 2017년 정기총회에서 회장이 선출될 때까지 FFB의 회장직 대행을 맡았다. 